# Chaperiopsis lanceola
Chaperiopsis lanceola är en mossdjursart som beskrevs av Hayward och Thorpe 1988. Chaperiopsis lanceola ingår i släktet Chaperiopsis och familjen Chaperiidae. Inga underarter finns listade i Catalogue of Life.